# Grupo de Brunswick
El Grupo de Brunswick, también conocido como el Grupo Otte, fue un grupo terrorista de extrema derecha en Alemania, responsable de varios atentados con explosivos.

## Atentados
Los miembros del Grupo Brunswick tuvieron acercamiento con otros extremistas tanto en el país como en el extranjero y llevó a cabo los siguientes ataques:
- Ataque con bomba frente a la oficina del fiscal en Flensburgo el 2 de septiembre de 1977,
- Ataque con bomba en el albergue del portero en el Tribunal de Distrito de Hannover el 21 de octubre de 1977.

Un neonazi en Flensburgo utilizó una tercera bomba para atacar el edificio Flensburger Nachrichten. Otro atentado con bomba contra la sinagoga de Hannover fue frustrado por la policía.

### Detenciones y juicios
El grupo finalmente fue desarticulado por las autoridades, arrestando a unas doce personas, incluidas:
- Hans-Dieter Lepzien, nacido en 1943, oriundo de Peine,
- Paul Otte, nacido en 1924, montador de máquinas de Brunswick,
- Volker Heidel, nacido en 1954,
- Oliver Schreiber, nacido en 1958,
- Wolfgang Sachse, nacido en 1943.

El Tribunal Regional Superior de Celle, condenó a cinco de los miembros a prisión el 19 de febrero de 1981, incluido Otte cumpliendo una condena cinco años y seis meses y Lepzien a tres años respectivamente.
Durante el juicio resultó que Lepzien había estado en el grupo en nombre de la Oficina de Protección de la Constitución de Baja Sajonia-Departamento IV. El Ministerio del Interior de Baja Sajonia llevó a cabo la revisión de la sentencia contra Lepzien en el Tribunal Federal de Justicia, contrando a un abogado del bufete de abogados Bossi en Múnich y presentaron una petición de indulto al presidente federal. Se obtuvo una penalización. Lepzien también participó activamente en el Frente de Acción Nacionalsocialista (Grupo Kühnen) y en el NSDAP-AO como "oficial de seguridad".